# تروي شفاب
تروي شفاب هو لاعب هوكي الجليد كندي، ولد في 24 ديسمبر 1984 في كيندرسلاي في كندا.

## وصلات خارجية
- تروي شفاب على موقع EliteProspects.com (الإنجليزية)
- تروي شفاب على موقع HockeyDB.com (الإنجليزية)